# Anastassi Andrejewitsch Wonsjazki

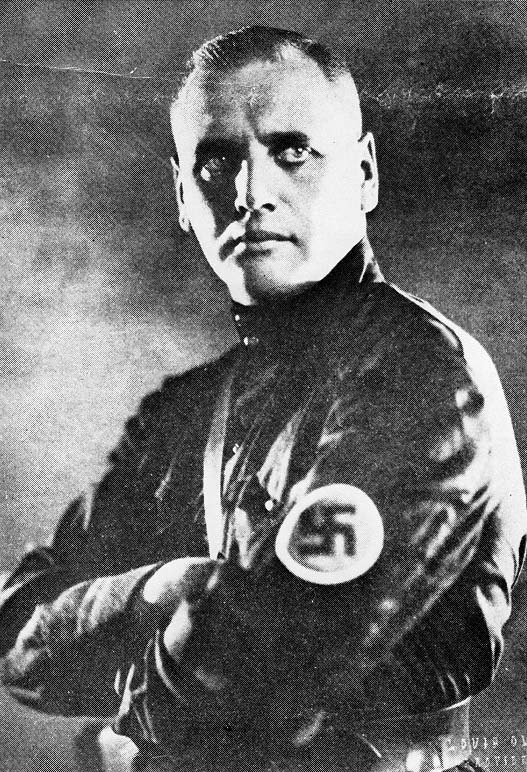
Anastassi Wonsjazki (1935)

Anastassi Andrejewitsch Wonsjazki (Анастасий Андреевич Вонсяцкий; * 12. Juni 1898 in Warschau; † 5. Februar 1965 in Saint Petersburg, Florida) war ein russischer, nach den Revolutionen von 1917 in die USA emigrierter faschistischer Politiker. Er erlangte als Angeklagter eines Spionageprozesses 1942 Bekanntheit.

## Leben
Wonsjazki wurde in Warschau, das zu dieser Zeit zum Russischen Reich gehörte, als fünftes Kind des Gendarmerie-Obersts Andrej Nikolajewitsch Wonsjazki und seiner Frau Inna Pljuschtschewskaja geboren. Sein Vater entstammte einer zarentreuen, verarmten deutsch-polnischen Familie und wurde am 16. Juni 1910 in Radom von einem seiner Informanten ermordet. Ab 1916 besuchte Wonsjazki eine Kavallerieschule, die er aufgrund des Ausbruchs der Revolution jedoch nicht beendete. Als überzeugter Monarchist nahm Wonsjazki am Russischen Bürgerkrieg auf Seiten der Weißen Armee teil, wobei er mehrfach verwundet wurde. Im Dezember 1919, Wonsjazki war mittlerweile Hauptmann, erkrankte er an Typhus und musste die Front verlassen. Er wurde zunächst nach Noworossijsk und Jalta, im März 1920 schließlich nach Konstantinopel evakuiert, wo er im britischen Krankenhaus in Gallipoli behandelt wurde. Nach Zwischenstationen in Paris und London kam er im Juli 1921 nach New York, wo er im Februar 1922 die 20 Jahre ältere, wohlhabende Amerikanerin Marion Ream heiratete. Anschließend zog er mit seiner Frau auf deren Landsitz in Thompson, Connecticut. Im Jahr 1927 wurde Wonsjazki amerikanischer Staatsbürger und von 1930 bis 1935 war er Leutnant der Reserve der US-Armee. Im Mai 1933 gründete Wonsjazki die faschistische Allrussische Nationalrevolutionäre Arbeiter- und Bauernpartei (All-Russische Faschistische Organisation (VFO)), die sich ein Jahr später mit der Russischen Faschistischen Partei von Konstantin Rodsajewski zusammenschloss und dem Amerikadeutschen Bund nahestand. Nachdem die USA in den Zweiten Weltkrieg eingetreten waren, wurde Wonsjazki 1942 gemeinsam mit Mitgliedern des Amerikadeutschen Bundes vom FBI verhaftet und der Unterstützung deutscher Geheimagenten angeklagt.  Wonsjazki wurde am 22. Juni 1942 zu fünf Jahren Gefängnis sowie einer Geldstrafe von 5000 Dollar verurteilt, allerdings bereits am 26. Februar 1946 – nach dem Ende des Zweiten Weltkriegs und dem Tod von Franklin D. Roosevelt – vorzeitig aus dem Gefängnis entlassen. Wonsjazki starb im Alter von 66 Jahren in Saint Petersburg, Florida und wurde auf dem West Thompson Cemetery in Thompson, Connecticut begraben.

## Einzelbelege
1. ↑  FBI History. Famous Cases. Vonsiatsky Espionage

| Personendaten    | Personendaten                                                                                         |
| ---------------- | --- |
| NAME             | Wonsjazki, Anastassi Andrejewitsch                                                                    |
| ALTERNATIVNAMEN  | Вонсяцкий, Анастасий Андреевич (russisch); Vonsyatsky, Anastasy Andreyevich (englische Transkription) |
| KURZBESCHREIBUNG | russischer Politiker                                                                                  |
| GEBURTSDATUM     | 12. Juni 1898                                                                                         |
| GEBURTSORT       | Warschau                                                                                              |
| STERBEDATUM      | 5. Februar 1965                                                                                       |
| STERBEORT        | Saint Petersburg, Florida, Vereinigte Staaten                                                         |